# Parafia św. Antoniego Padewskiego w Baniach Mazurskich
Parafia św. Antoniego Padewskiego w Baniach Mazurskich – rzymskokatolicka parafia należąca do Dekanatu Gołdap diecezji ełckiej.
Erygowana w 1962.